# Parafia św. Marcina w Kłobucku
Parafia Świętego Marcina – rzymskokatolicka parafia znajdująca się w Kłobucku. Należy do Dekanatu Kłobuck archidiecezji częstochowskiej.
Została utworzona w pierwszej połowie XII w. Kościół parafialny murowany, gotycki, zbudowany być może w 1135 r. z fundacji Piotra Dunina, powiększony w 1454 r. staraniem ks. Jana Długosza i jego bratanka – tutejszych proboszczów, konsekrowany przez kardynała Zbigniewa Oleśnickiego w tymże roku.